# Manne af Klintberg
Manne Hans Hugo Ferdinand af Klintberg, tidigare Hans Hugo Ferdinand af Klintberg, född 28 juni 1945 i Engelbrekts församling i Stockholm, är en svensk clown, som uppträder under artistnamnet Manne eller Clownen Manne.

## Biografi
Manne af Klintberg ledde från 1970-talet ett flertal barnprogram i Sveriges Television, bland annat Tisdagskul med Manne, Manne och Janne och Manne, Janne och Inger. Programmen var riktade mot såväl hörande som hörselskadade och döva barn; Klintberg tecknade därför sina repliker samtidigt som han uttalade dem. Bland rekvisitan som förekom i programmen fanns en sorts träningscykel placerad framför en kuliss på duk, som rullade fram i bakgrunden, medan af Klintberg cyklade i förgrunden. Syftet var att ge illusionen av att han for fram genom ett tecknat landskap.
År 1975 gästade af Klintberg för första gången Parkteatern i Stockholm, som är en del av Stockholms Stadsteater och uppträder gratis i stadens parker. Sedan dess har han varit ett återkommande inslag. Han presenterar vidare Cirkus Kiev i Sveriges Radio P3.
Han är innehavare av statlig inkomstgaranti för konstnärer.

### Familj
Manne af Klintberg är son till direktör Rolf af Klintberg och friherrinnan Carin Knutsdotter Leijonhufvud. Han är yngre bror till formgivaren Gunila Axén och folklivsforskaren Bengt af Klintberg. Han har fyra barn, bland andra Juli af Klintberg.

## Filmografi i urval
- 1973 – Den vita stenen
- 1974 – Tisdagskul med Clownen Manne
- 1986 – Clownen och Koko
- 1998 – Blåsningen (TV-program)
- 2000 – Salt & Peppar (TV-program)
- 2005 – Clownen – snäll eller läskig?
- 2008 – TV4 Nyhetsmorgon
- 2010 – Godmorgon Sverige
- 2010 – Sommarkväll med Anne Lundberg
- 2012 – Tungan rätt i mun

## Utmärkelser
- 2022 -  Medaljen Litteris et Artibus i guld av 8:e storleken (GMleta) för framstående konstnärliga insatser som skådespelare.[4]
- 2019 - Stockholms stad hederspris[5]
- 2010 - Stockholms-Snäckan[6]
- 2008 - Expressens Heffaklump[7]
- 2002 - Guldtecknet[8]
- 1990 - Årets Charlie[9]